# 변희석
변희석(1971년 ~)은 대한민국의 음악 감독이다. 2004년 뮤지컬 ‘메노포즈’ 음악감독으로 데뷔했다.

## 방송
- 싱잉 인 더 스카이 (2008)